# 马克·金斯兰
马克·金斯兰（英語：Mark Kingsland，1970年7月14日—），澳大利亚男子自行车运动员。他曾代表澳大利亚参加1990年英联邦运动会自行车比赛，获得二枚银牌。他也曾参加1992年夏季奥林匹克运动会。